# الأسرة الأكدية
الأسرة الأكدية أو السلالة السرجونية هي السلالة التي حكمت وأسست الإمبراطورية الأكدية وأسسها سرجون الأكدي الذي غزا بلاد سومر وأصبحت تسمى بلاد سومر وأكد وسقطت السلالة عند آخر حكامها شوتورول.

## التاريخ

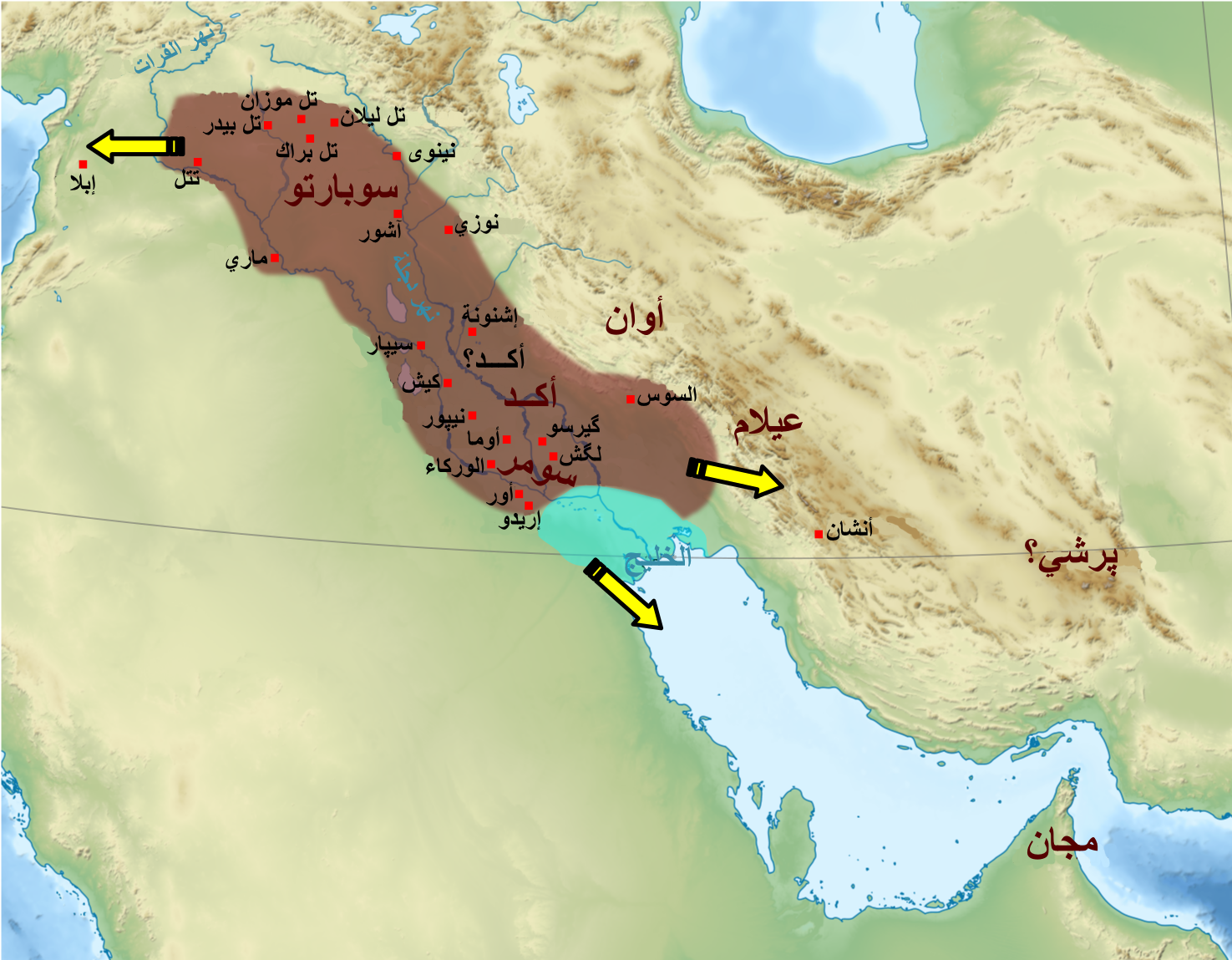
خارطة تُظهر الحُدود التقريبيَّة للإمبراطوريَّة الأكديَّة خلال فترة حُكم نارام سين (مابين سنتيّ 2254-2218 ق.م تقريبًا)

### سرجون الأكدي
تمكن سرجون الأكدي من هزيمة لوكان زكزي ملك سومر، وقد قام سرجون بجعل ابنته كاهنة لإله القمر نانا لكي تقول للناس أن نانا يحب سرجون ويحترمه ويريد منكم أن تحترموه ولو تحترموه لطيناكم أرزاقكم، وصدق الناس كلامها وبقت هذي الطريقة تستعمل لآلاف السنين، وقد حكم سرجون الإمبراطورية لمدة55 سنة وصلها فيها لقيمت التحضر والتطور، وتوسعت دولته

### ريموش
واجه ثورات واسعة النطاق واضطر إلى إعادة احتلال مدن أور، الأمة ، أداب ، لكش ، دير ، كازالو من الأنيس المتمرد.
انطلق في حملات متصرة ضد عيلام وبراخشة.
إغتيل على الأرجح على يد حاشيته

### مانيشتوشو
واجه القليل من التمردات أو لم يواجه أي تمرد، ويمكنه على هذا النحو الشروع في حملات إلى الأراي البيعيدة عن أكد
شن حملة في المقام الأول في الجنوب، وحقق انتصارات على طول نهر دجلة والخليج العربي

### نارام سين
تحت نارام سين، وصلت الإمبراطورية الأكدية إلأى أقصى إتساعها. أول حاكم في بلاد مابين النهرين يدعي الألوهية، ويطلق على نفسه"إله أكد"
قدم لقب ملك الزوايا الأربع في العالم

### شار كالي شري
في عهد شار كالي شري، انهارت الإمبراطورية الأكدية نتيجة غزو الجوتيين وانتشار الجفاف
ربما كان آخر ملك أكدي يسيطر على أكثر من مدينة أكد نفسها.

### الإمبراطورية الأكدية بعد شار كالي شري
بعد شار كالي شري حكم اربع ملوك ليسوا من العائلة وهم:
- اجيجي
- انامي
- نانوم
- إيلولو

حكم بعدهم ملكان من السلالة هما دودو الأكدي وابنه شوتورول ثم سقطت السلالة على يد الجوتيين.